# Biblioteca Universale Sacro-Profana
Biblioteca universale sacro-profana (1701—1707) — незаконченная энциклопедия начала восемнадцатого века, изданная на итальянском языке картографом и монахом-францисканцем Винченцо Коронелли.
Полное название издания на итальянском: Biblioteca universale sacro-profana, antico-moderna: in cui si spiega con ordine alfabetico ogni voce, anco straniera, che può avere significato nel nostro idioma italiano, appartenente a'qualunque materia, что в переводе на русский означает: Универсальная священно-светская, древне-современная библиотека: в которой каждый элемент, даже иностранный, который может иметь значение на нашем итальянском языке, относящийся к какому-либо предмету, объясняется в расположен в алфавитном порядке.
Коронелли объявил об энциклопедии своим францисканским коллегам в 1696 году и начал работу над ней в 1698 году. К этому времени он был назначен генералом ордена францисканцев.
Благодаря своему руководящему положению он поначалу мог вкладывать в проект огромные ресурсы, но после того, как в 1704 году он был отстранен от должности генерального министра, проект энциклопедии начал переживать тяжелые времена и, вскоре, прекратил свое существование.
Biblioteca universale была одной из первых универсальных энциклопедий на живом европейском языке, статьи в которой располагались в алфавитном порядке. Планировалось, что он будет состоять из 45 томов, но были изданы только 7. Последний из них дошел до буквы С Она была задумана в соответствии с современными представлениями о справочных изданиях, включала указатели, выделение названий томов курсивом, разбиение на главы и т. д..
Издание сегодня является библиографической редкостью. Немногие европейские библиотеки имеют полный комплект томов. Полная серия хранится в Национальной библиотеке Франции в Париже.